# Louis Constant
Louis Constant – francuski bokser, uczestnik Letnich Igrzysk Olimpijskich 1908 w Londynie.
Na Letnich Igrzyskach Olimpijskich 1908 przegrał w ćwierćfinale z reprezentantem gospodarzy Thomasem Ringerem, nie zdobywając medalu.